# Майда Тушар
Майда Тушар (24 червня 1950, Скоп'є, СФРЮ) — македонська акторка театру та кіно. З 1972 року грає у виставах у Драматичному театрі в Скоп'є.

## Фільмографія
Знялася в близько 10 кіно- та телефільмах. Серед них:
- Постріл[mk] (1972), головна роль
- Південний шлях[mk] (1982), другорядна роль
- Стій рівно, Дельфіно[mk] (1977), другорядна роль
- Ведуча бригада[mk] (1980), другорядна роль
- Вітаємо в Сараєві (1997), епізодична роль
- Хофманова 13 (2000)

## Нагороди
- Акторка року за опитуванням журналу «Екран» (1978)[2]
- Нагорода на Македонському театральному фестивалі імені Войдана Чернодринського[mk] у Прилепі за головну роль у виставі «Визволення Скоп'є» (1979)[3]
- Премія[mk] імені Климента Охридського за значний внесок у розвиток театрального мистецтва (1994)[4][5]
- Найкраща епізодична роль за опитуванням журналу «Екран» за роль матері у виставі «Роберто Зуко» (2000)[6]